# Ordine della Corona di quercia
L'Ordine della Corona di Quercia (in francese Ordre de la couronne de Chêne) è un ordine cavalleresco del Granducato del Lussemburgo.

## Storia
L'Ordine della Corona di Quercia venne istituito dal Granduca Guglielmo II nel 1841. A quell'epoca il Lussemburgo e i Paesi Bassi si trovavano in unione personale nelle mani dello stesso re, Guglielmo II, il quale però mantenne questo ordine esclusivamente lussemburghese, anche se il suo successore Guglielmo III lo conferì anche come onorificenza personale legata alla famiglia degli Orange-Nassau.
Il limite originario degli insigniti era di 30 membri, ma già il suo successore conferì questa onorificenza a 300 persone, inserendo la clausola che esso potesse essere conferito unicamente a sua discrezione, senza consultazione del governo.
L'Ordine cessò di essere conferito nel 1890, quando la Regina Guglielmina succedette al padre al trono dei Paesi Bassi come unico membro della famiglia degli Orange-Nassau, dal momento che la costituzione lussemburghese seguiva ancora la legge salica che non prevedeva l'ascesa di donne al trono. Il trono passò pertanto ad Adolfo di Nassau, un parente di Guglielmina di origini tedesche.
Come tale, l'Ordine della Corona di Quercia sopravvisse come un'onorificenza lussemburghese e nei Paesi Bassi venne fondato l'Ordine di Orange-Nassau e l'Ordine della Casata d'Orange per compensare le medesime onorificenze.
Dall'ascesa al trono del Granduca Adolfo, l'Ordine venne in primo luogo conferito ai lussemburghesi, e successivamente anche agli stranieri, soprattutto a membri di famiglie reali di altri stati, riservando al Granduca di Lussemburgo il titolo di Gran Maestro dell'Ordine.

## Classi
Alla fondazione nel 1841, l'Ordine della Corona di Quercia non godeva di un vero e proprio statuto, che venne codificato solo nel 1848. Esso venne strutturato ispirandosi all'Ordine di San Giorgio di Russia, probabilmente per il fatto che Guglielmo II aveva sposato la figlia dello Zar di Russia e aveva ricevuto questa prestigiosissima onorificenza europea dopo aver combattuto valorosamente nella Battaglia di Waterloo.
Attualmente l'ordine consta di cinque classi di merito:
- Cavaliere di Gran Croce - indossa la medaglia su una fascia che corre dalla spalla destra al fianco sinistro dell'insignito, oltre a indossare la placca sulla parte sinistra del petto;
- Grand'Ufficiale - indossa la medaglia al collo tramite un nastro e la placca sulla parte sinistra del petto;
- Commendatore - indossa la medaglia al collo tramite un nastro;
- Ufficiale - indossa l'onorificenza sulla parte sinistra del petto, corredata da una rosetta;
- Cavaliere - indossa l'onorificenza sulla parte sinistra del petto;
- Medaglia d'oro - indossa l'onorificenza sulla parte sinistra del petto;
- Medaglia d'argento - indossa l'onorificenza sulla parte sinistra del petto;
- Medaglia di bronzo - indossa l'onorificenza sulla parte sinistra del petto;

| Nastri             |                    |                 |                         |
| Medaglia di bronzo | Medaglia d'argento | Medaglia d'oro  | Cavaliere               |
| Ufficiale          | Commendatore       | Grand'Ufficiale | Cavaliere di Gran Croce |

## Insegne

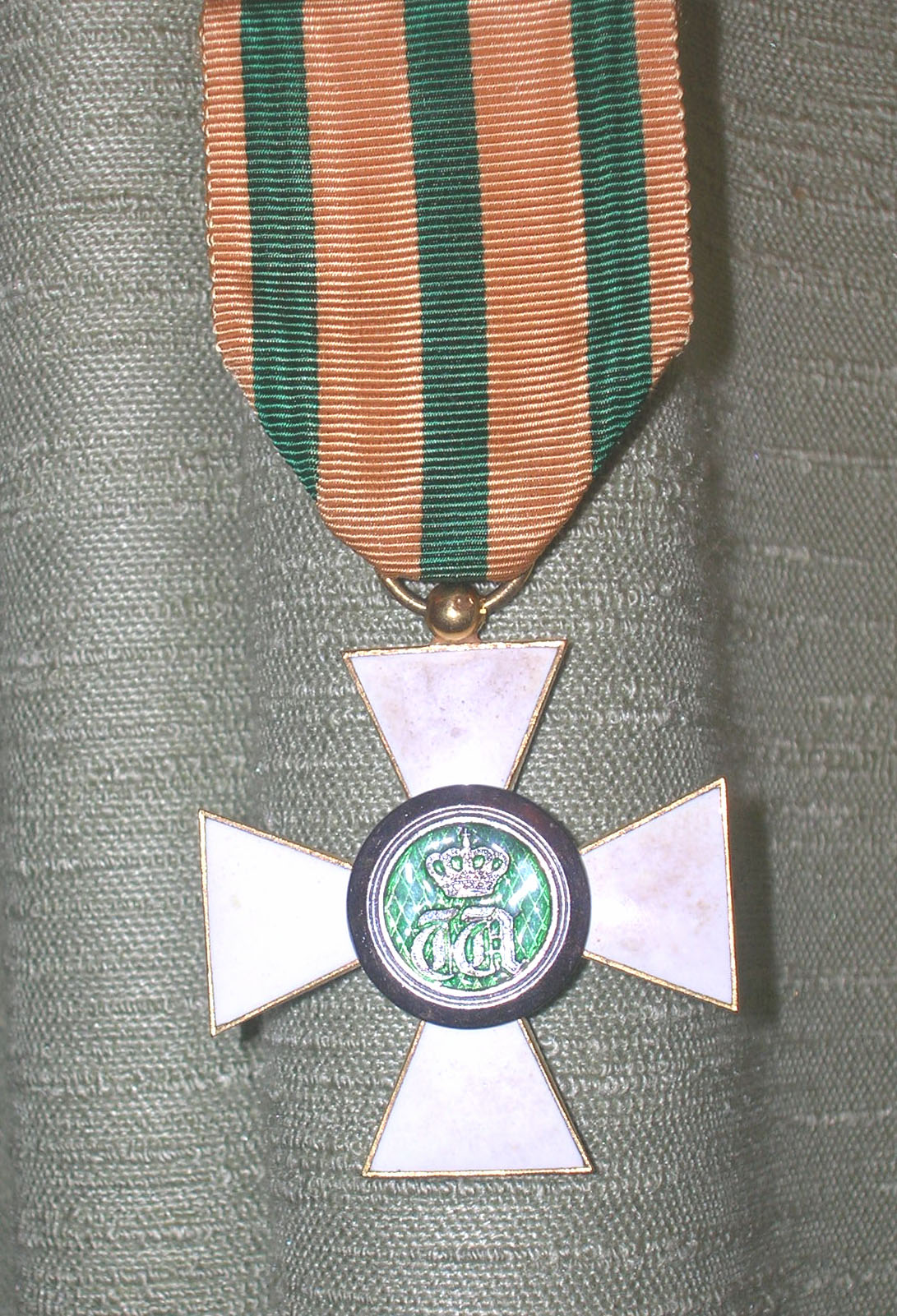
Croce di Cavaliere dell'Ordine della Corona di Quercia

- L'insegna dell'ordine consiste in una croce patente smaltata di bianco attorniata da una corona di quercia d'oro. Al centro si trova un medaglione smaltato di verde e bordato d'oro col monogramma "W" (per Guglielmo, il fondatore).
- La placca dell'Ordine consisteva in una stella a otto punte d'argento, o in una croce maltese d'argento (solo per Grand'Ufficiale). Al centro un medaglione smaltato di verde e bordato d'oro col monogramma "W" (per Guglielmo, il fondatore), attorniato da un cerchio smaltato di rosso con il motto Je Maintiendrai ("Io manterrò", oggi motto dei Paesi Bassi).
- La medaglia (oro, argento o bronzo) dell'ordine consiste in un ottagono con i motivi dell'ordine sul davanti, mentre al retro si trova incisa una corona di foglie di quercia.
- Il nastro dell'ordine è giallo con tre strisce verde scuro.

## Insigniti notabili
- Enrico di Lussemburgo
- Giovanni di Lussemburgo
- Giuseppina Carlotta del Belgio
- Guglielmo di Lussemburgo
- Guglielmo Alessandro dei Paesi Bassi
- Beatrice dei Paesi Bassi
- Margherita dei Paesi Bassi
- Carlo, Principe di Galles
- Anna, principessa reale
- Jean-Claude Juncker
- Xavier Bettel
- Iñaki Urdangarin
- Floris Adriaan van Hall
- François Altwies
- Augusto Dumon-Dumortier Cavaliere di Gran Croce dell'OrdineJoseph Louis Alphonse Baret
- Jean Bernard
- Alphonse Berns
- Carlo di Limburg-Stirum
- Augustin Dumon-Dumortier
- Giustino Fortunato
- Hugo Gernsback
- Dennis Hastert
- Jean Hengen
- Auguste Laval
- Henry J. Leir
- Astrid Lulling
- Nicolas Majerus

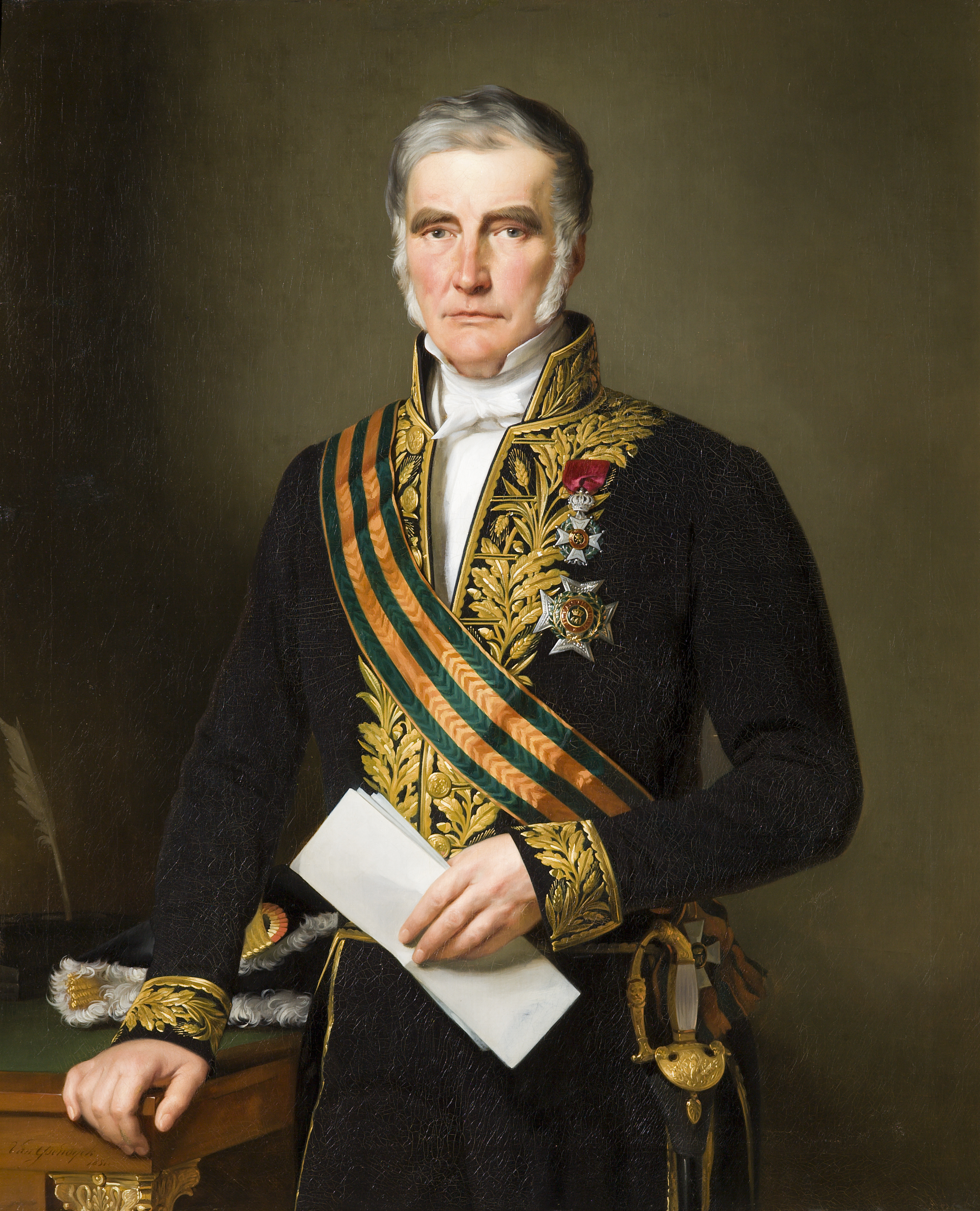
Augusto Dumon-Dumortier Cavaliere di Gran Croce dell'Ordine

- Jean-Baptiste Antoine Marcelin Marbot
- Perle Mesta
- Jean-Baptiste Nothomb
- Pierre Notting
- Samuel Sarphati
- Otto Schily
- Émile Servais
- Victor van Strydonck de Burkel
- Ludwig von und zu der Tann-Rathsamhausen
- Joseph Weyland